# Tiffany Gauthier
Tiffany Gauthier (* 2. Dezember 1993 in Saint-Étienne) ist eine ehemalige französische Skirennläuferin. Sie gehörte dem A-Kader des französischen Skiverbandes an und war auf die schnellen Disziplinen Abfahrt und Super-G spezialisiert.

## Biografie
Tiffany Gauthier wurde in Saint-Étienne geboren und startet für den Ski Club Tignes. Noch vor ihrem 15. Geburtstag bestritt Gauthier ihre ersten FIS-Rennen und feierte neun Monate später den ersten Sieg. Im März 2010 startete sie erstmals im Europacup, musste jedoch aufgrund einer im April erlittenen Verletzung die komplette Folgesaison aussetzen. Nach mühsamer Rückkehr fasste sie ab 2012 langsam Fuß auf FIS-Ebene und im Europacup, wo sie zur konstanten Punktefahrerin reifte. An Juniorenweltmeisterschaften nahm sie nie teil.
Ihr Weltcup-Debüt gab Gauthier am 23. Januar 2016 in der Abfahrt von Cortina d’Ampezzo. Erstmals punkten konnte sie im Dezember desselben Jahres mit Rang 22 im Super-G von Val-d’Isère. Nachdem sie auch in der Abfahrt gepunktet hatte, qualifizierte sie sich für die Weltmeisterschaften 2017 in St. Moritz, wo sie die Plätze 23 und 25 in Super-G und Abfahrt erzielte. Im Super-G von Crans-Montana klassierte sie sich als Zehnte erstmals im absoluten Spitzenfeld. Am Ende der Saison kürte sie sich in Tignes erstmals zur französischen Meisterin in der Abfahrt. Im Januar 2018 schaffte sie mit einem vierten Rang im Super-G von Bad Kleinkirchheim eine neue persönliche Bestleistung, die sie in der Abfahrt am nächsten Tag bestätigen konnte. Bei ihren ersten Olympischen Winterspielen in Pyeongchang belegte sie die Ränge 13 und 22 in Abfahrt und Super-G.
Im kommenden Weltcup-Winter konnte sie nicht an diese Ergebnisse anknüpfen und kam auch bei den Weltmeisterschaften 2019 in Åre über die Ränge 23 und 26 in Super-G und Abfahrt hinaus. Im Februar 2020 erzielte sie im Super-G von Garmisch ihr erstes Top-10-Resultat seit mehr als zwei Jahren und wurde erneut Vierte.
Infolge gesundheitlicher Beschwerden gab Gauthier im April 2022 ihren Rücktritt bekannt.

## Erfolge

### Olympische Spiele
- Pyeongchang 2018: 13. Abfahrt, 22. Super-G
- Peking 2022: 28. Super-G

### Weltmeisterschaften
- St. Moritz 2017: 23. Super-G, 25. Abfahrt
- Åre 2019: 23. Super-G, 26. Abfahrt
- Cortina d’Ampezzo 2021: 21. Super-G, 23. Abfahrt

### Weltcup
- 5 Platzierungen unter den besten zehn

### Weltcupwertungen
| Saison  | Gesamt | Gesamt | Abfahrt | Abfahrt | Super-G | Super-G |
| Saison  | Platz  | Punkte | Platz   | Punkte  | Platz   | Punkte  |
| ------- | ------ | ------ | ------- | ------- | ------- | ------- |
| 2016/17 | 72.    | 81     | 43.     | 17      | 25.     | 64      |
| 2017/18 | 37.    | 201    | 23.     | 93      | 20.     | 108     |
| 2018/19 | 85.    | 39     | 39.     | 23      | 37.     | 16      |
| 2019/20 | 51.    | 120    | 31.     | 47      | 23.     | 73      |
| 2020/21 | 53.    | 101    | 34.     | 23      | 19.     | 78      |
| 2021/22 | 75.    | 65     | 42.     | 8       | 29.     | 57      |

### Europacup
- 3 Platzierungen unter den besten zehn

### Weitere Erfolge
- Französische Meisterin in der Abfahrt 2017
- Französische Jugendmeisterin in der Super-Kombination 2010, im Super-G 2015 und im Riesenslalom 2016
- 12 Siege in FIS-Rennen